# Giuseppe Mazzuca
Giuseppe Mazzuca est un compositeur et musicologue italien, né en 1939 à Cosenza et mort le 14 janvier 2017.

## Biographie
Mazzuca a étudié la composition musicale, la musique électronique, l'histoire de la musique et l'esthétique. Il a écrit des pièces de théâtre et de la musique de film, ainsi que plusieurs œuvres en collaboration avec Nicola Samale.
Mazzuca a acquis une renommée internationale grâce à son travail collaboratif avec Nicola Samale sur le finale de la Neuvième symphonie de Bruckner (la Ricostruzione de la finale, 1983-1985), ainsi que par une nouvelle réalisation de la Dixième symphonie de Mahler, créée en 2001 à Pérouse par l'Orchestre symphonique de Vienne dirigé par Martin Sieghardt. Il collabora avec la traductrice Katherine Silberblatt Wolfthal, pour les traductions de l'italien vers l'allemand.
Mazzuca a enseigné pendant plusieurs années dans les écoles de musique de Pérouse et de Latina. Il est également un auteur dans le domaine de la musicologie, qui a publié des essais sur, entre autres, Béla Bartók, Anton Bruckner, Gioachino Rossini, la musique de film et des œuvres de la fin du XIXe siècle. Il a composé la musique de Mesdames et messieurs bonsoir, film italien coréalisé notamment par Ettore Scola et Luigi Comencini, sorti en 1976.

## Publications
- Introduction to the Finale of Anton Bruckner's ninth symphony, 1987.

## Arrangements
- Anton Bruckner: Symphony No. 9 in D minor, 2012.
- Anton Bruckner: Sinfonia n. 9 in re minore, 1990.
- Anton Bruckner: Symphonie Nr 5 B-dur, 1988.

## Orchestrations
- Anton Bruckner, Finale de la Symphonie nº 9 de Bruckner, version complétée (avec Nicola Samale, John A. Phillips et Benjamin-Gunnar Cohrs, 1985–2011).
- Gustav Mahler, Symphonie nº 10 de Mahler, version complétée (avec Nicola Samale, première version: 2001).